# Astragalus divandarrehensis
Astragalus divandarrehensis es una especie de planta del género Astragalus, de la familia de las leguminosas, orden Fabales.

## Distribución
Astragalus divandarrehensis se distribuye por Irán (Kordestan).

## Taxonomía
Fue descrita científicamente por Podlech. Fue publicado en Annalen des Naturhistorischen Museums in Wien 105: 575 (-576) (2003).